# Sondershausen
Sondershausen település Németországban, azon belül Türingiában. Lakosainak száma 21 183 fő (2023. december 31.).

## Fekvése
Erfurttól 46 km-re, a Bebra és Wipper folyók összefolyásánál fekvő település.

## Története

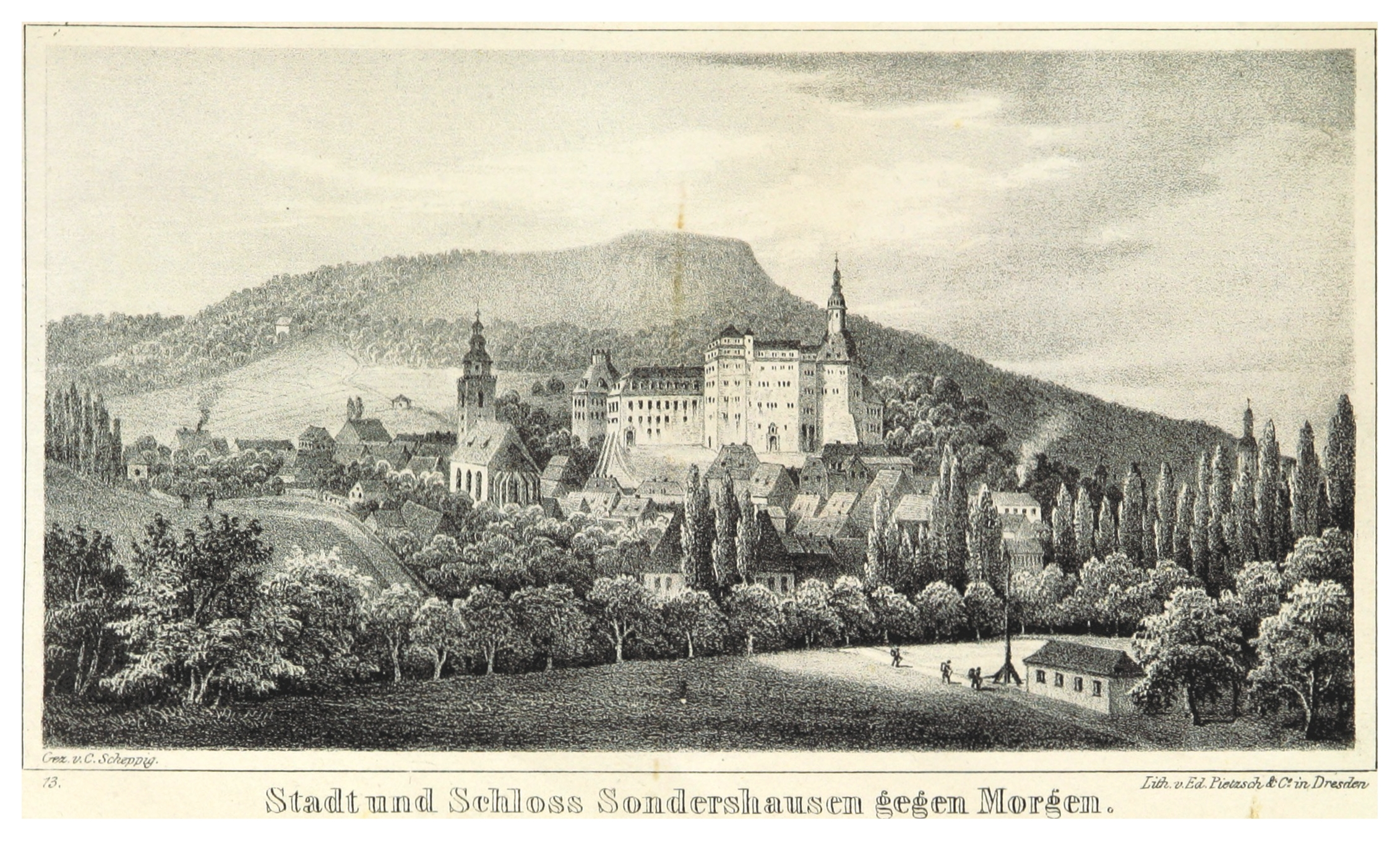

Sondershausen, az egykori Schwarzburg–Sondershauseni Fejedelemség fővárosa volt, a Bebra és Wipper összefolyásánál. 
Az 1890-es népszámláláskor 6634 lakosa volt. A település már ekkor híres volt gyapjúszövéséről, gőzfürészmalmairól, különböző középfokú népiskoláiról, régiség- és természetrajzi gyüjteményéről, zenekonzervatoriumáról, fejedelmi kastélyáról, amelyet 1540-ben Günther gróf épített. 
Sondershausentól délre emelkedő 461 méter magasan található Possen fejedelmi vadászkastélyától szép kilátás nyilik a környékre. Távolabb található Günthersbad fürdőhely, szép parkkal.

## Galéria

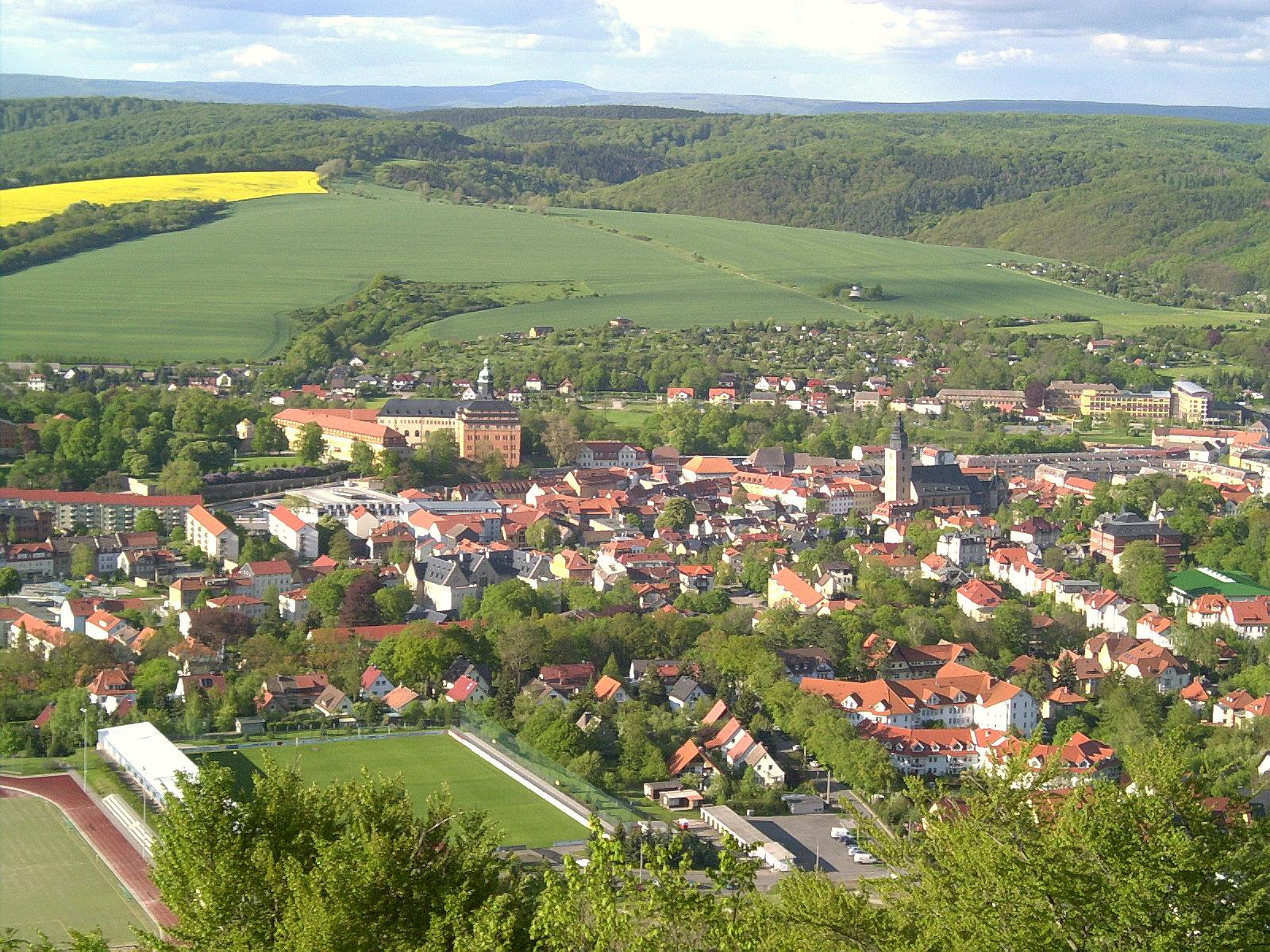
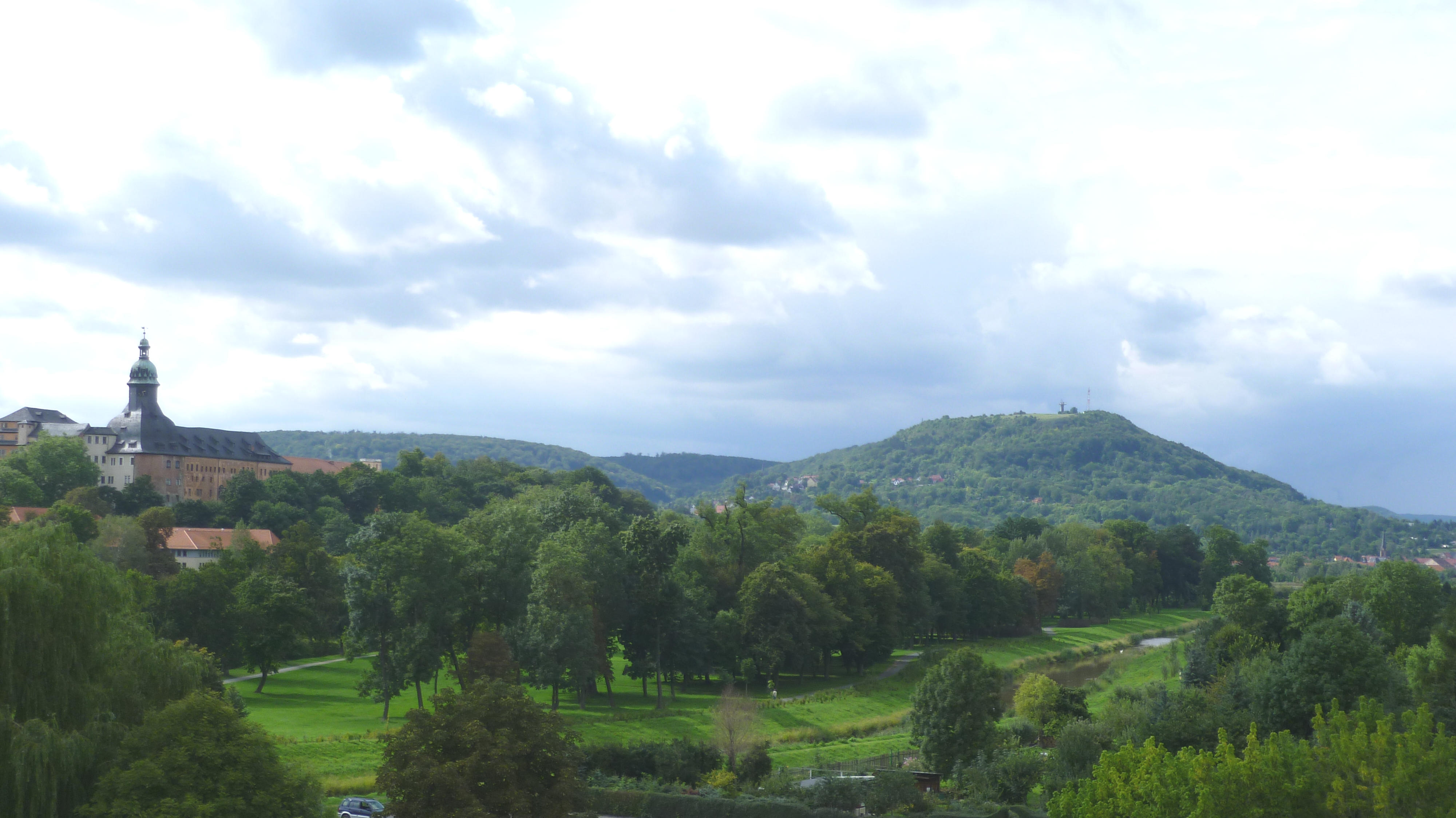
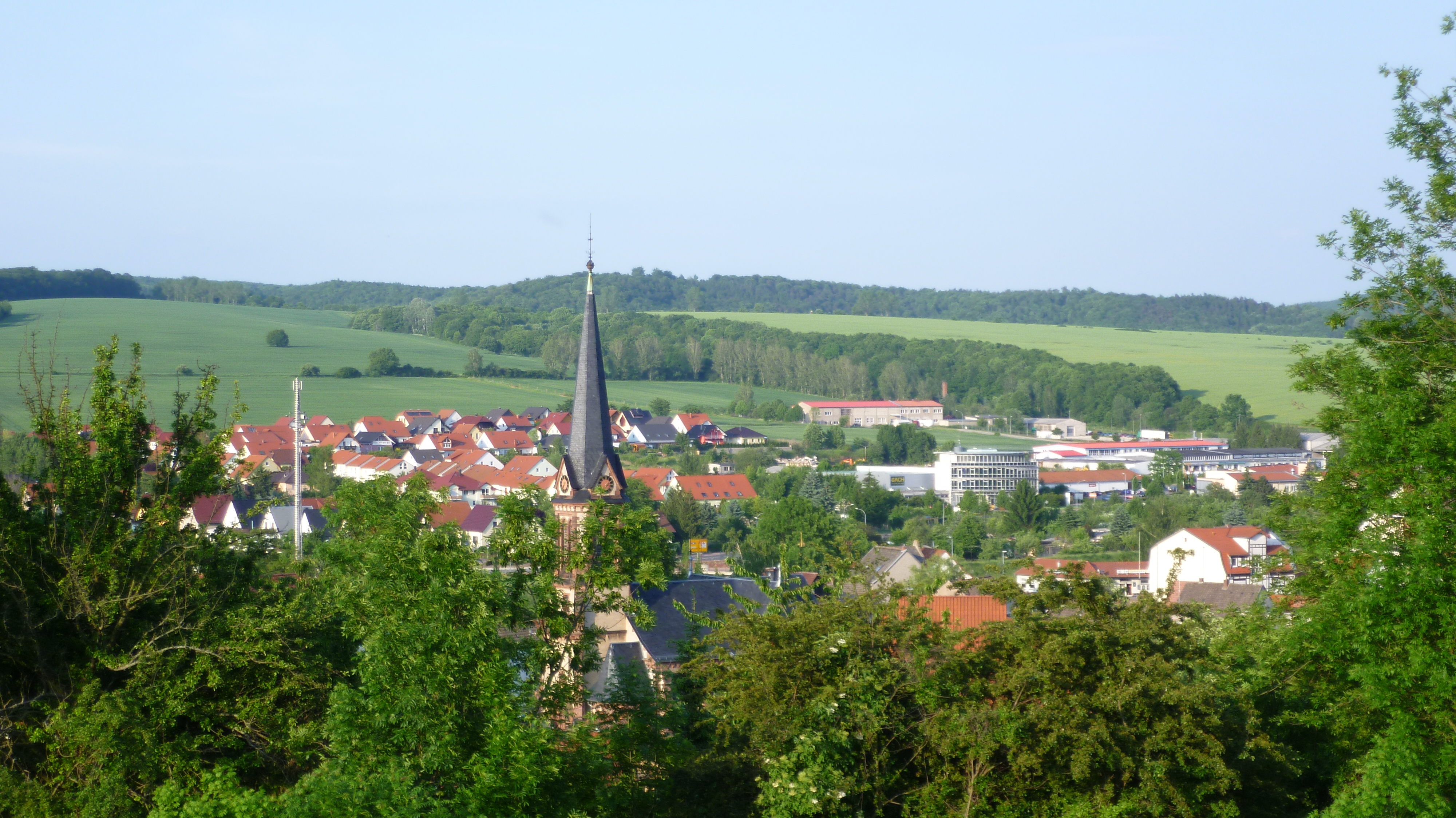
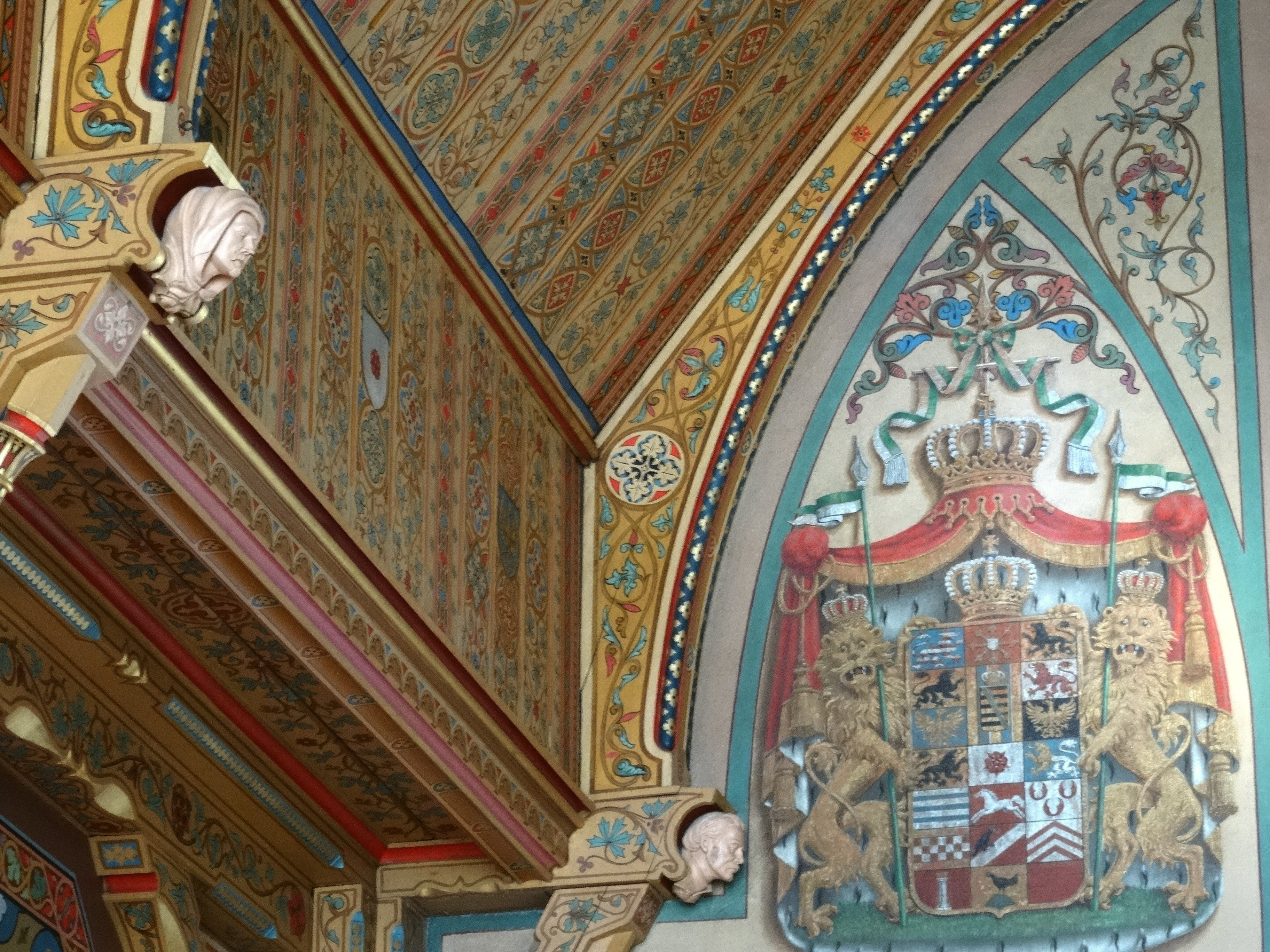
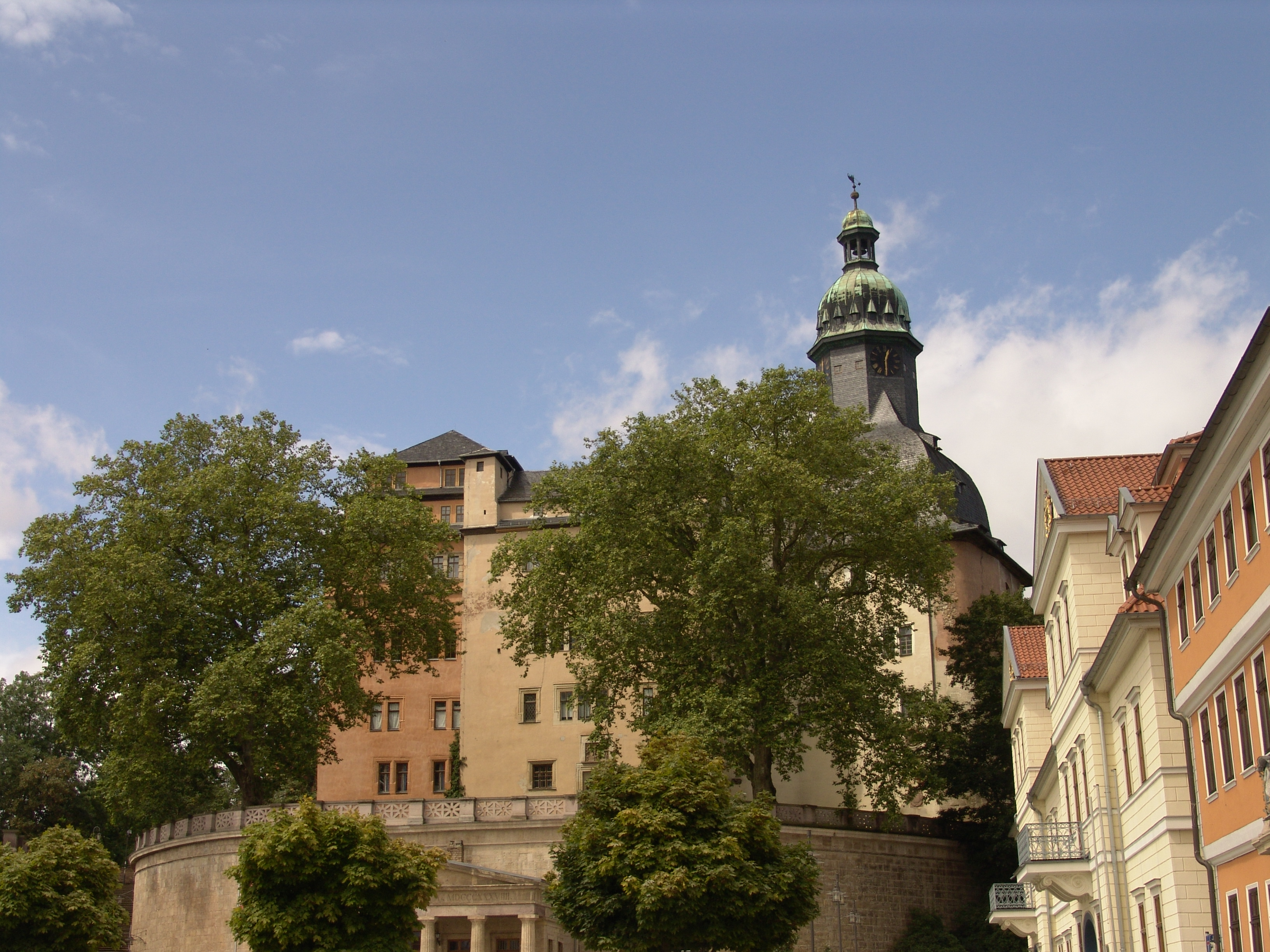
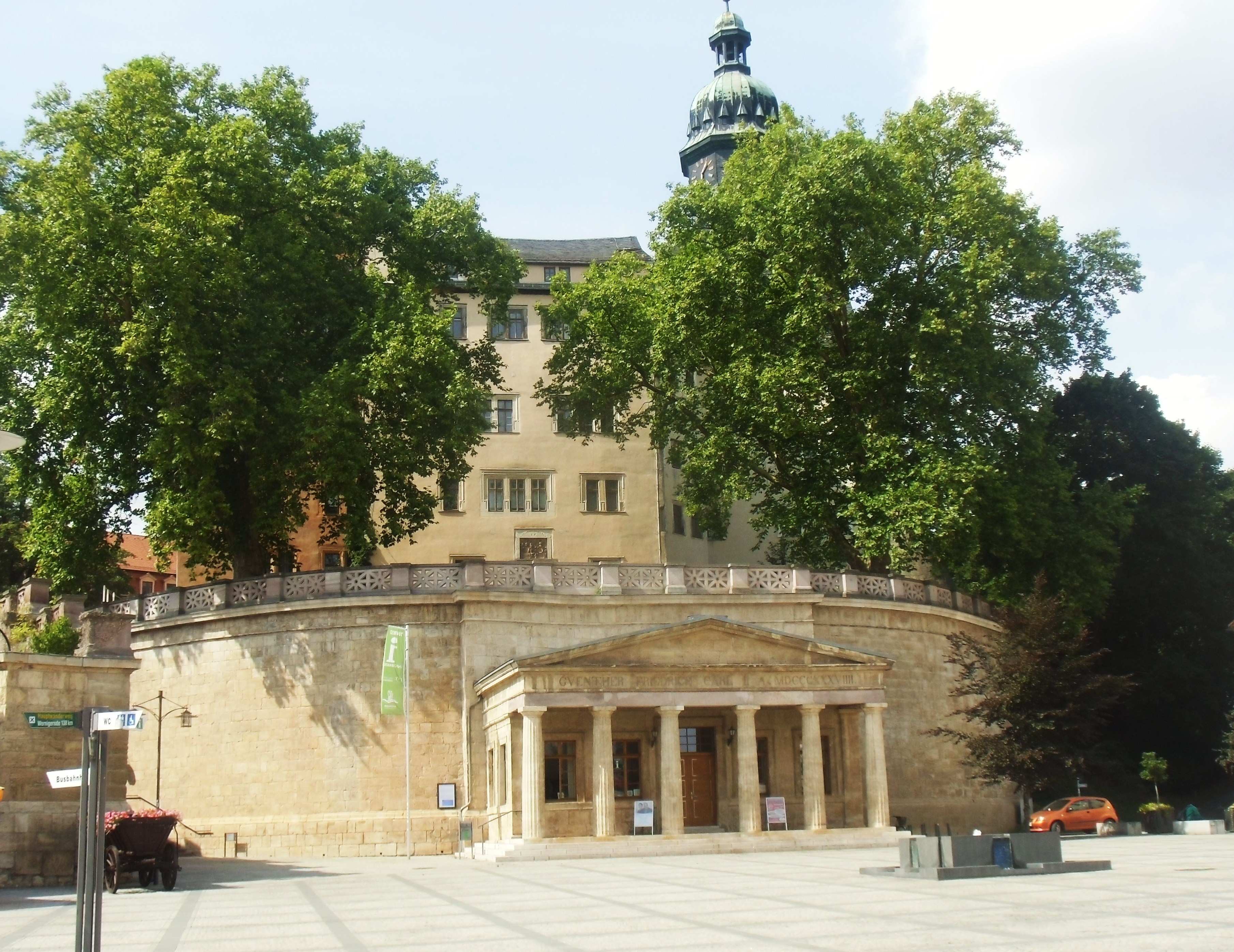
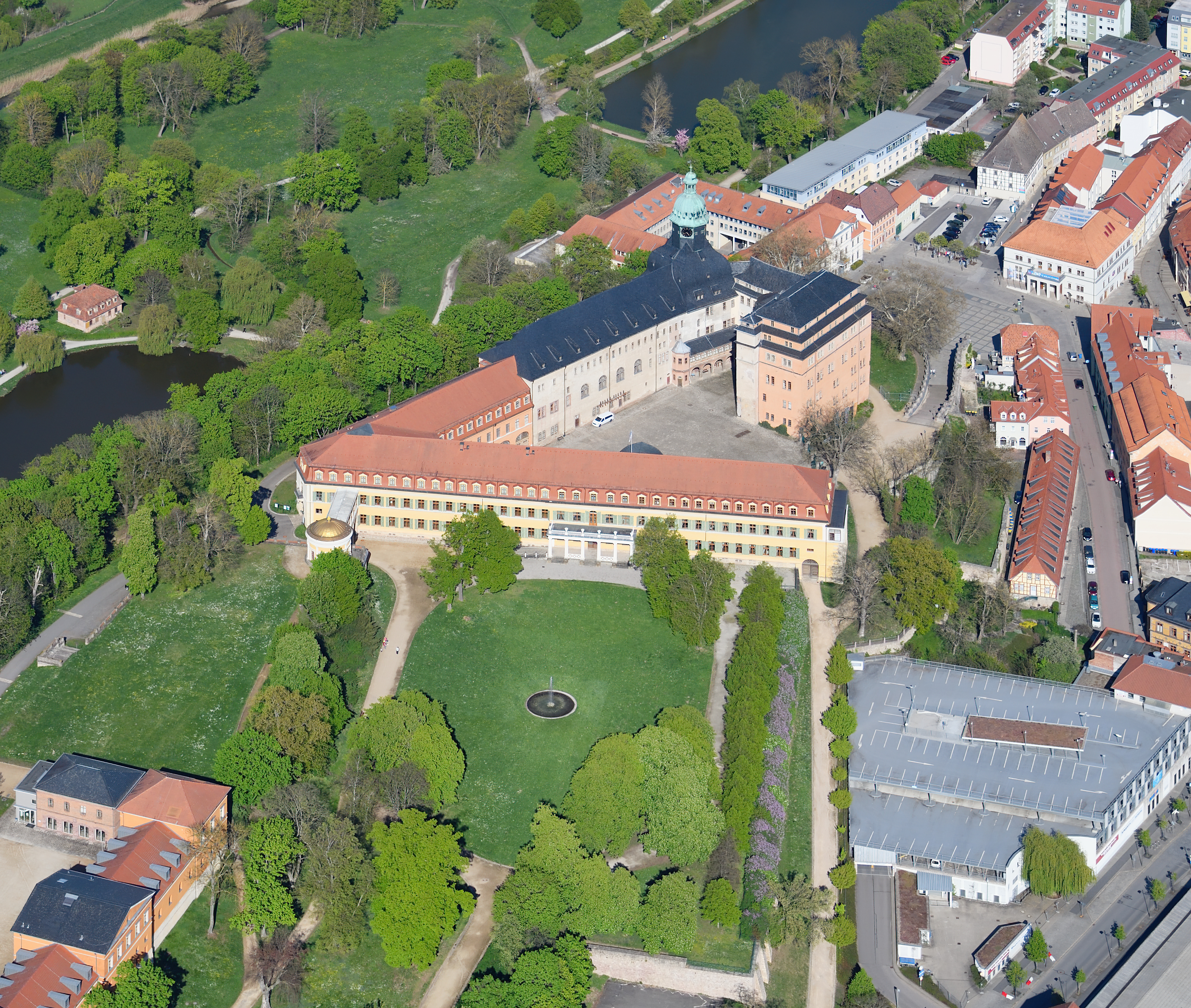
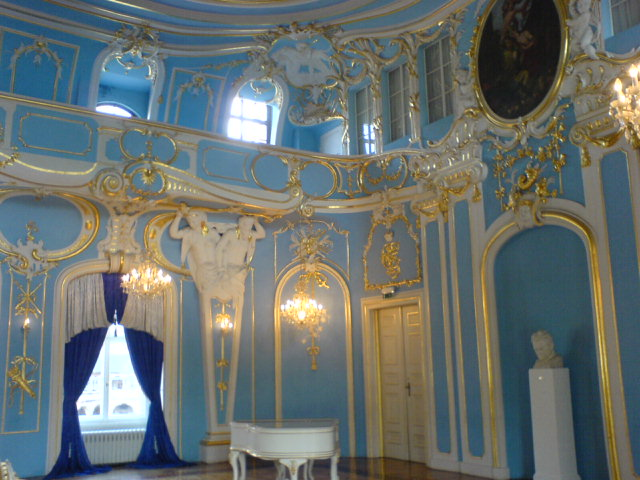
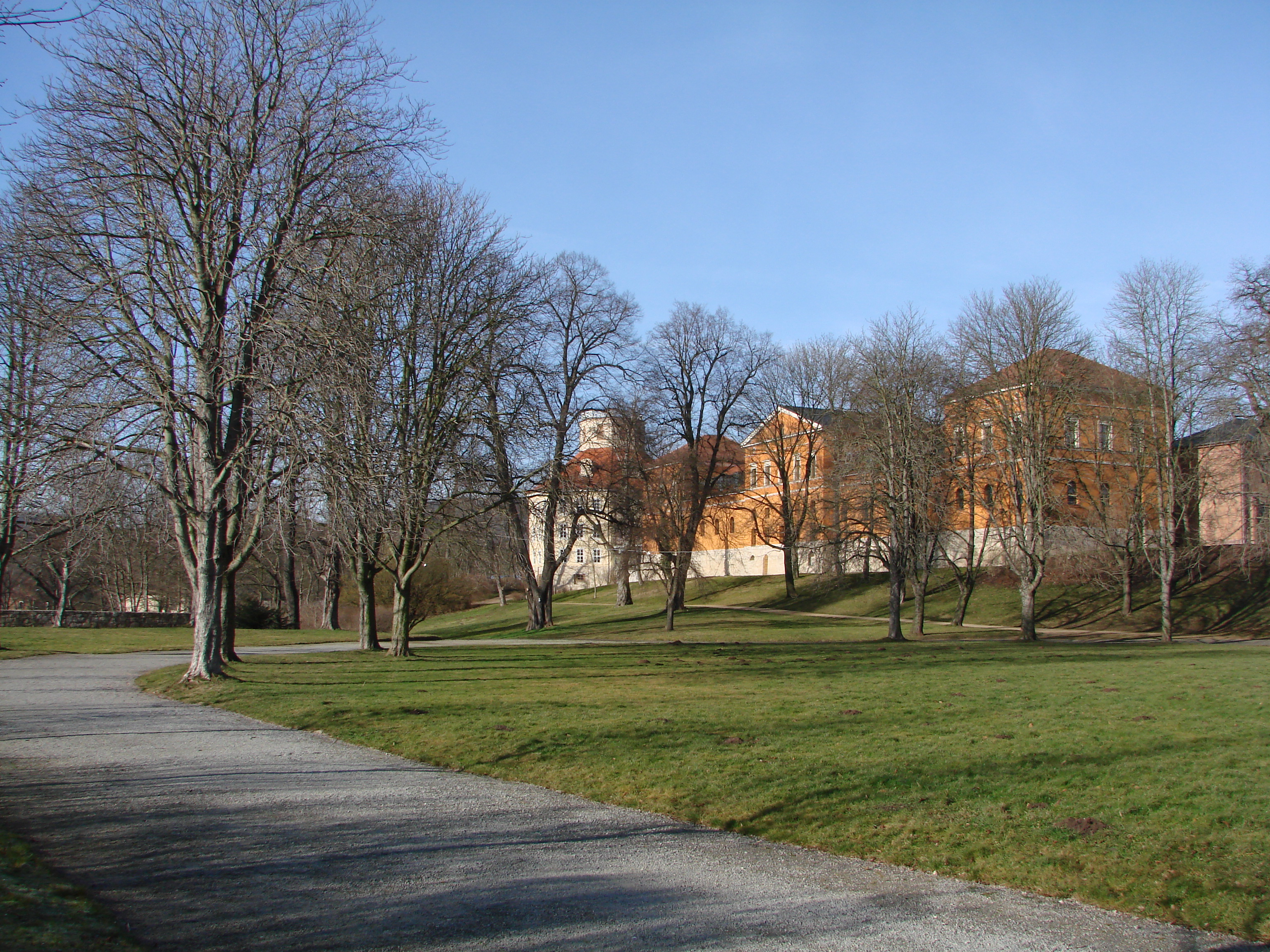
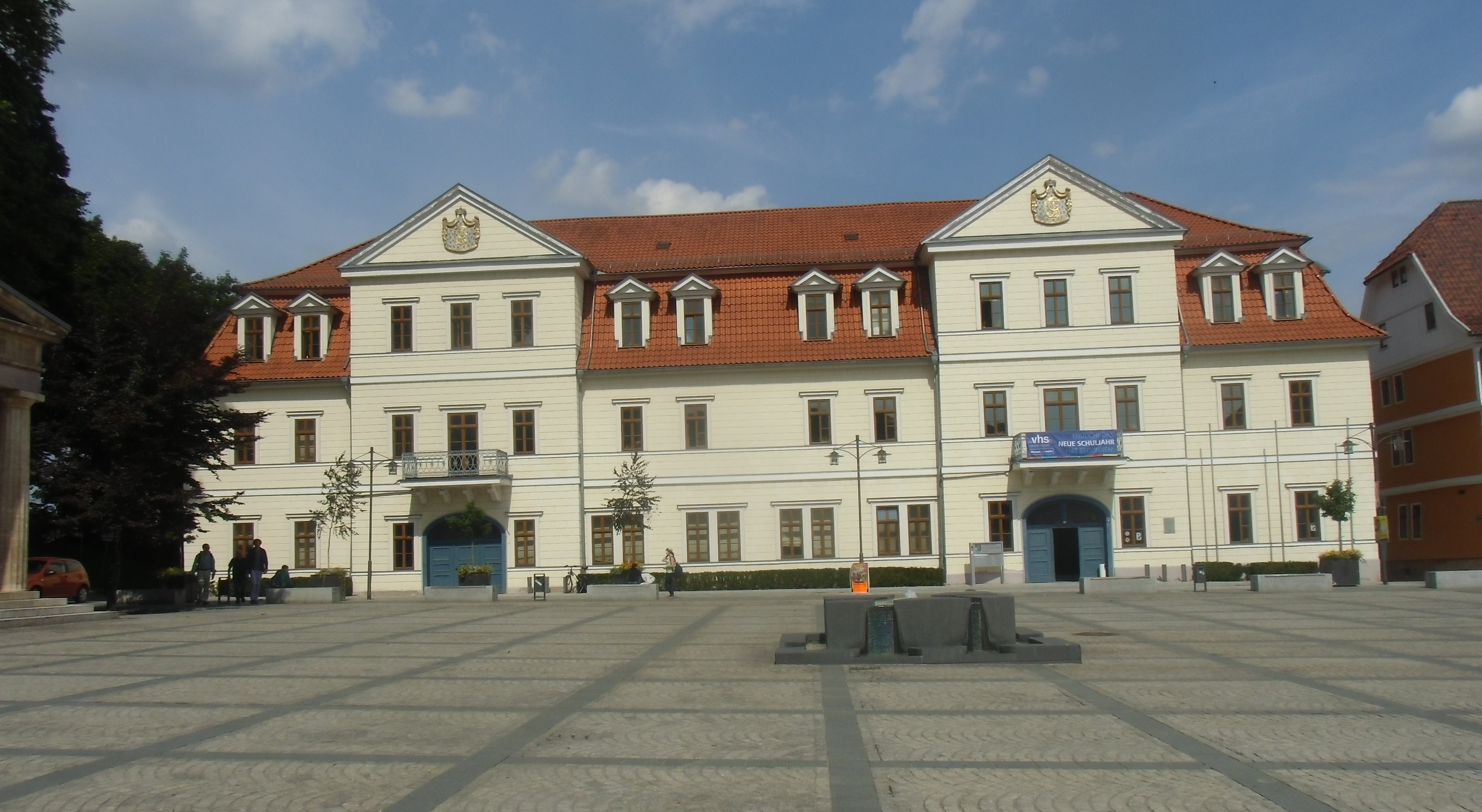
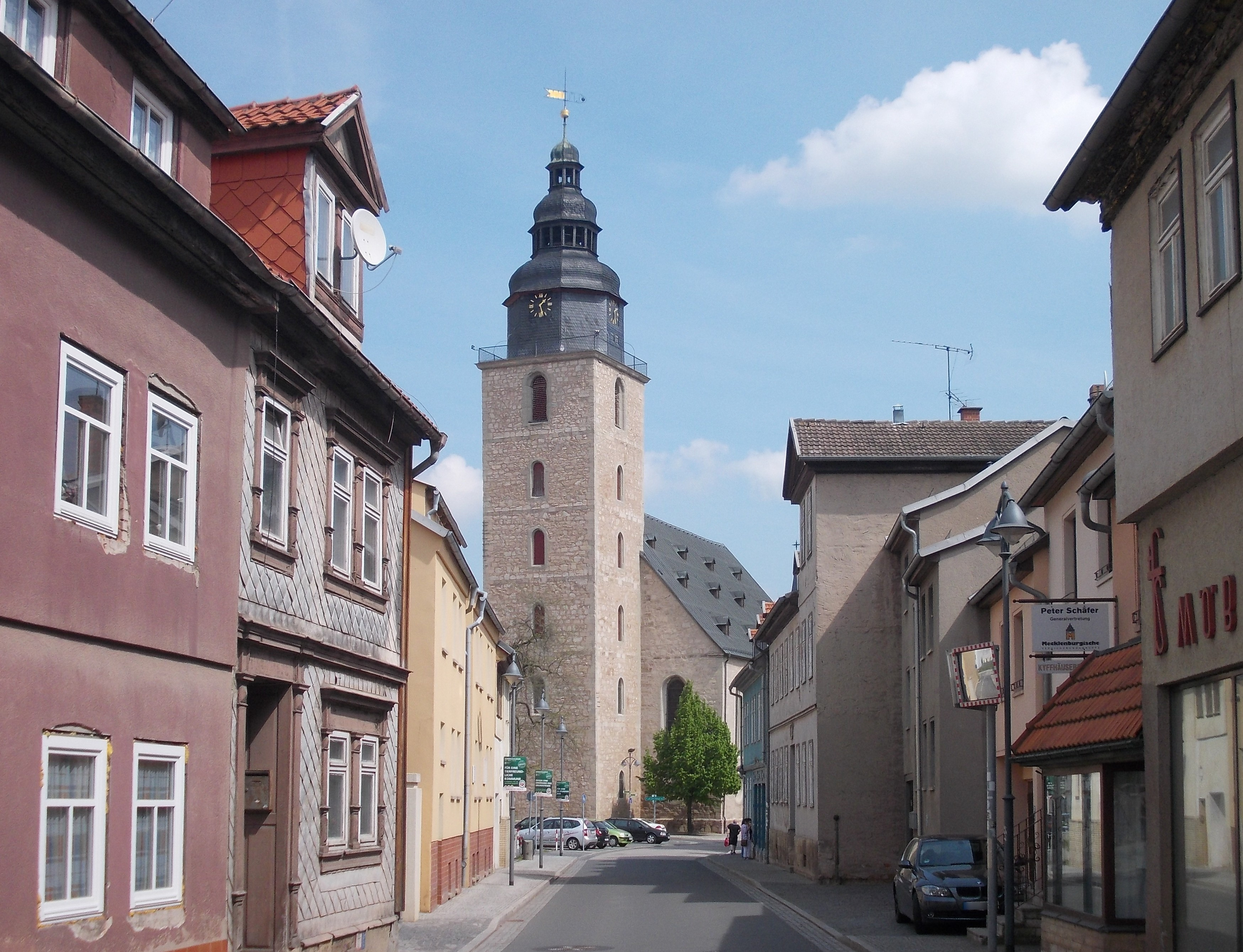
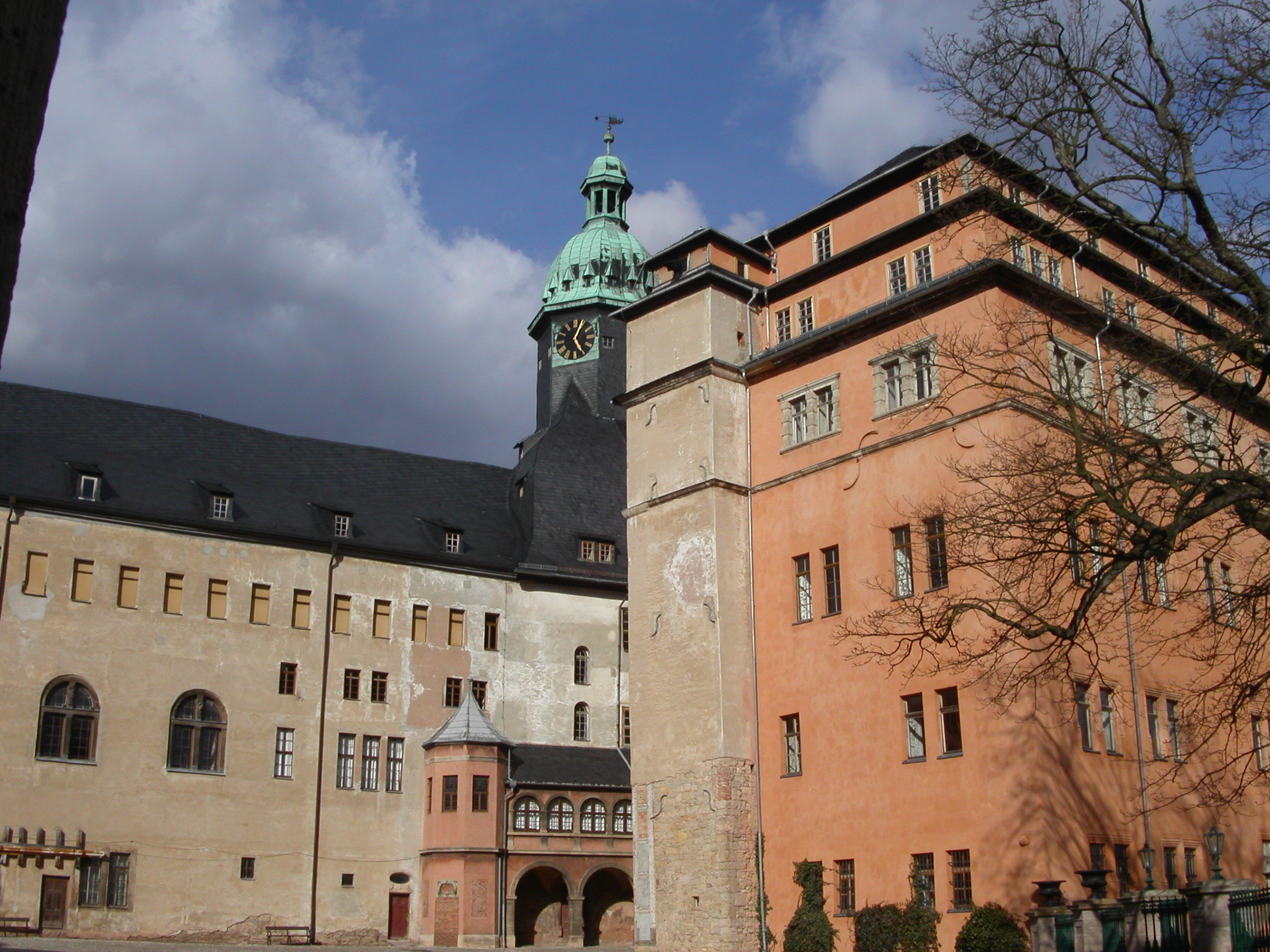
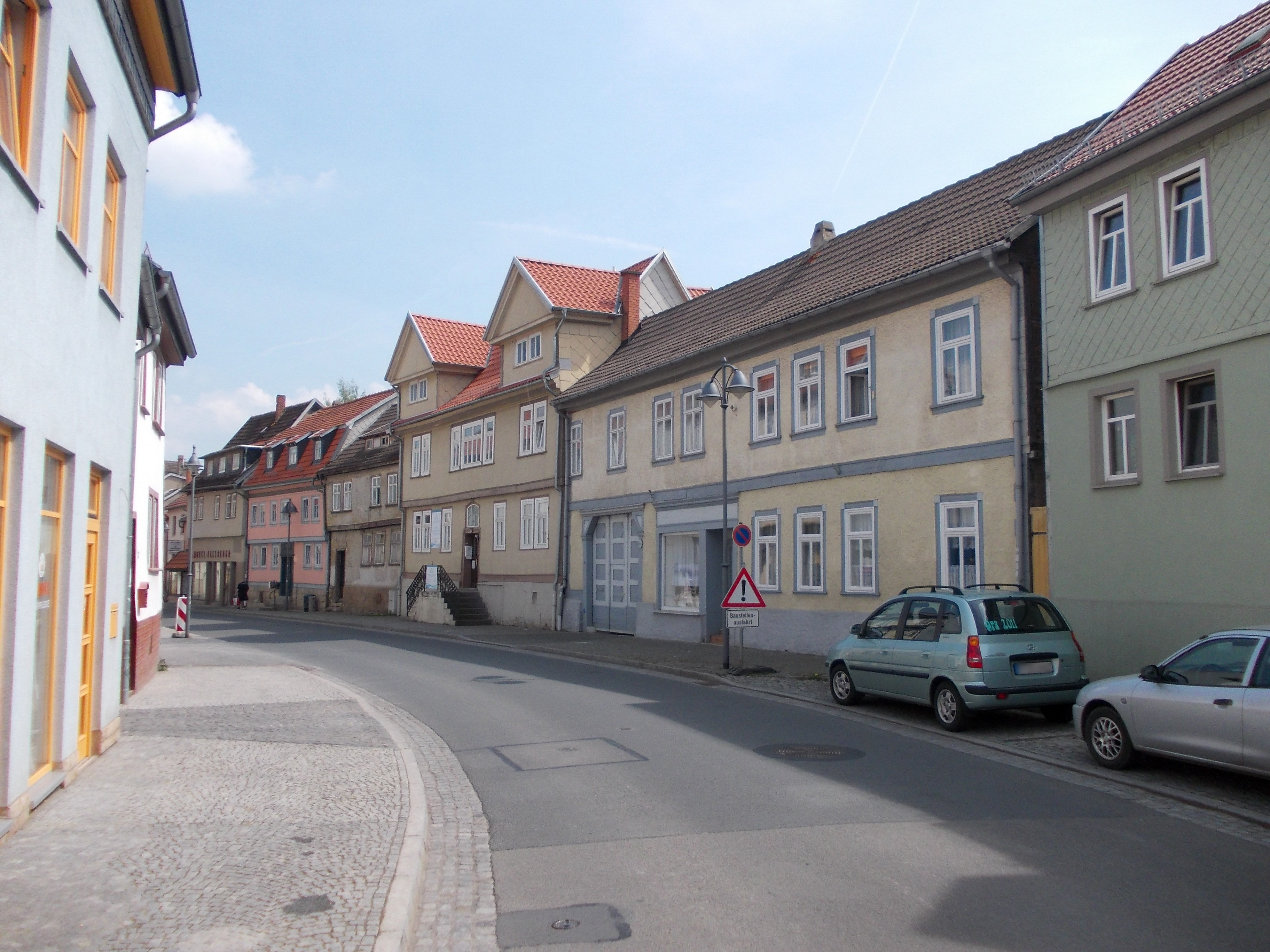
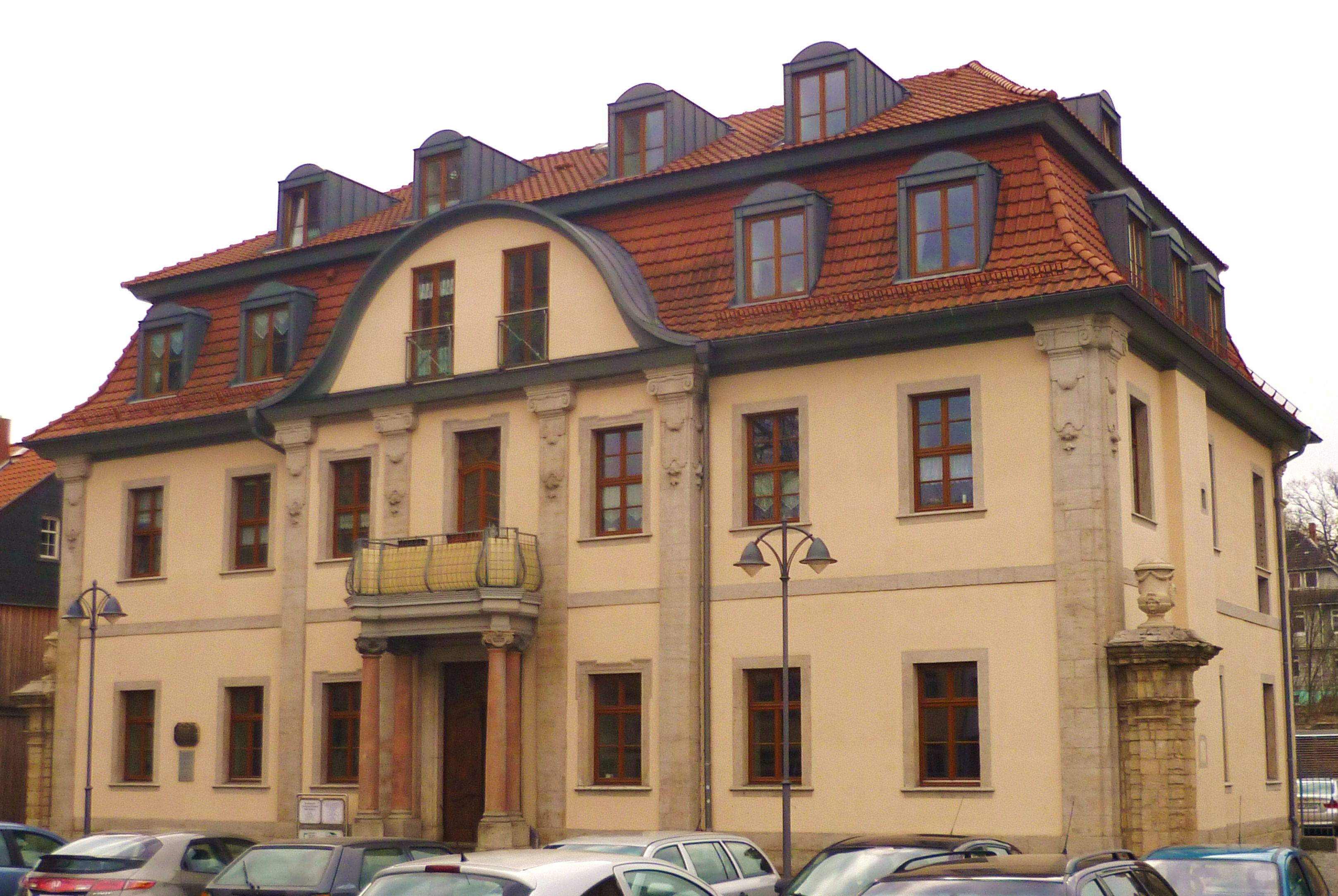
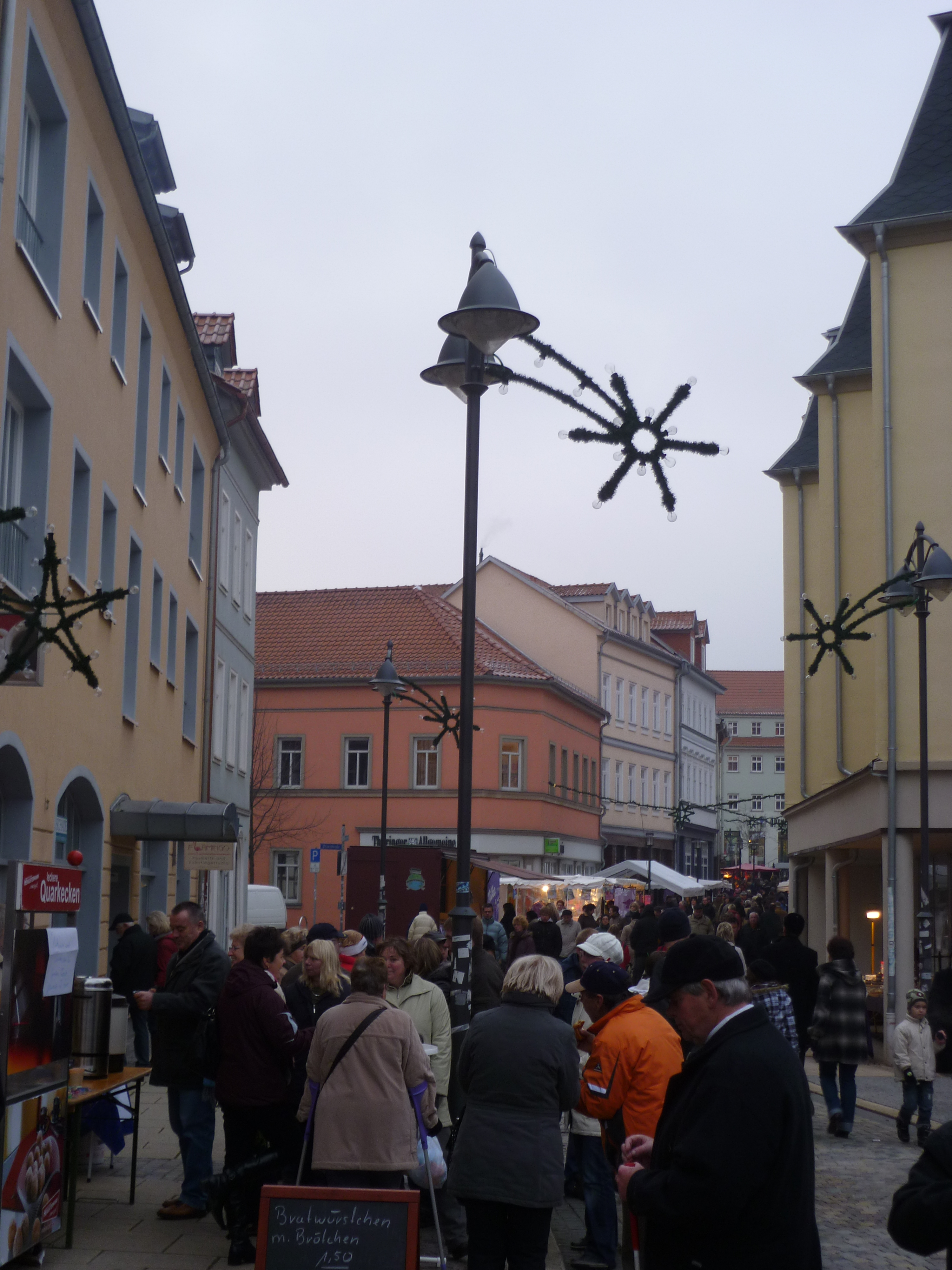